# Yıldırımlar, Hayrat
Yıldırımlar là một xã thuộc huyện Hayrat, tỉnh Trabzon, Thổ Nhĩ Kỳ. Dân số thời điểm năm 2011 là 35 người.